# Dipartimento di Chimbas
Chimbas è un dipartimento argentino, situato nella parte centrale della provincia di San Juan, con capoluogo Villa Paula Albarracín de Sarmiento.
Esso confina a nord con il dipartimento di Albardón, a est con quello di San Martín; a sud con i dipartimenti di Capital, Rivadavia e Santa Lucía; a ovest ancora con il dipartimento di Rivadavia.
Secondo il censimento del 2001, su un territorio di 62 km², la popolazione ammontava a 73.829 abitanti.
Dal punto di vista amministrativo, il dipartimento consta di un unico municipio, che copre tutto il territorio dipartimentale, suddiviso nei distretti di Chimbas e di El Mogote, con diverse localidades (frazioni) o barrios (quartieri): Barrio Laprida, Villa Obrera, Villa Observatorio, Villa Unión.